# Рус, Адриан
Адриа́н Рус (рум. Adrián Rus; 18 марта 1996, Сату-Маре) — румынский футболист, защитник клуба «Пиза» и сборной Румынии. Выступает на правах аренды за клуб «Пафос». Участник чемпионата Европы 2024.

## Клубная карьера
Родился 18 марта 1996 года в городе Сату-Маре. Начал заниматься футболом в Венгрии в клубе «Фехердьярмат», в составе которого и дебютировал во взрослом футболе 2015, приняв участие в 14 матчах.
Своей игрой за эту команду привлек внимание представителей тренерского штаба клуба второго дивизиона страны «Балмазуйварош», в состав которого присоединился в феврале 2016 года. Отыграл за клуб из Балмазуйвароша следующие два с половиной сезона своей игровой карьеры. Большинство времени, проведенного в составе «Балмазуйвароша», был основным игроком защиты команды и в 2017 году помог занять команде второе место и выйти в высший дивизион. Там в следующем году сыграл 30 игр, но не спас команду от вылета.
После этого Рус вернулся на родину, став игроком клуба «Сепси». По состоянию на 20 июня 2019 отыграл за команду из Сфынту-Георге 14 матчей в национальном чемпионате.

## Карьера в сборной
С 2018 года привлекался к матчам молодежной сборной Румынии, в ее составе отправился на молодежный чемпионат Европы 2019 года в Италии.